# (3600) Archimède
Pour les articles homonymes, voir Archimède (homonymie).
(3600) Archimède, désignation internationale (3600) Archimedes, est un astéroïde de la ceinture principale.

## Description
(3600) Archimède est un astéroïde de la ceinture principale. Il fut découvert par Lioudmila Jouravliova le 26 septembre 1978 à Nauchnyj. Il présente une orbite caractérisée par un demi-grand axe de 2,566 UA, une excentricité de 0,131 et une inclinaison de 7,899° par rapport à l'écliptique.
Il fut nommé en hommage au grand scientifique grec de Sicile, Archimède.

## Compléments